# Égialée (femme de Diomède)
Pour les articles homonymes, voir Égialée.
Égialée, Égialéia ou Aegialia (en grec ancien : Αἰγιάλη ou Αἰγιάλεια), parfois nommée Euryaleia, était, dans la mythologie grecque, la femme de Diomède, roi d'Argos et un des héros de la guerre de Troie.

## Famille
Égialée était la fille d'Adraste, roi d'Argos, et de son épouse Amphithéa, ou d'Égialée le fils d' Adraste, d'où elle porte le nom de famille d' Adrastine,,.

## Mythologie
Égialée était mariée à Diomède qui, à son retour de Troie, la trouva vivant en adultère avec Cométès. Selon certaines sources, Égialée avait plusieurs amants, dont un certain Hippolyte. Diomède attribua ce malheur à la colère d'Aphrodite, qu'il avait blessée au cours de la guerre contre Troie, mais quand Égialée alla jusqu'à menacer sa vie, il s'enfuit en Italie. Selon Dictys de Crète, Égialée, comme Clytemnestre, avait été séduite dans sa conduite criminelle par un rapport perfide selon lequel Diomède revenait avec une femme troyenne qui vivait avec lui comme sa femme, voilà pourquoi à son arrivée à Argos Égialée l'a repoussé et banni. Dans Ovide, elle est décrite comme le type de la mauvaise épouse,.

## Sources
- Pseudo-Apollodore, Épitome [détail des éditions] [lire en ligne] (VI, 9).
- Scholie D à Homère, Iliade (V, v. 412).
- Tzétzès, scholies à Lycophron (v. 592 et v. 1093).
- Servius, Commentaire à l'Énéide [détail des éditions] [(la) lire en ligne] (VIII, v. 9).